# دین فیلیپس
دین فیلیپس (انگلیسی: Dean Phillips؛ زادهٔ ۲۰ ژانویهٔ ۱۹۶۹) سیاست‌مدار اهل آمریکا و عضو دموکرات مجلس نمایندگان ایالات متحده آمریکا از ایالت مینه‌سوتا است. ناحیه‌ای که فیلیپس در آن نمایندگی می‌کند شامل حومه‌های غربی سینت پال-مینیاپولیس از جمله بلومینگتن، مینه‌تونکا، ادینا، میپل گروو، پلیموث و ایدن پریری را در بر می‌گیرد. فیلیپس که عضوی از حزب دموکرات است، علاوه بر خدمت در مجلس، به عنوان رئیس و مدیرعامل کسب و کار مشروبات الکلی خانواده‌اش فعالیت دارد و چندین شرکت را نیز راه‌اندازی کرده‌است.
در سال ۲۰۲۳، او اعلام کرد که قصد دارد جو بایدن را برای نامزدی دموکرات در انتخابات ریاست جمهوری در سال ۲۰۲۴ به چالش بکشد.